# 李英华 (红军将领)
李英华（?—1935年10月），又名李士华，江西永新人，中国工农红军将领。

## 生平
1930年参加红军。曾任红4军班长、排长、连长，红1军团营长,参加了中央苏区历次反“围剿”战役,曾荣获中央革命军事委员会颁发的三等“红星奖章”。
1934年10月参加长征，1935年1月任红1军团第2师第4团参谋长，9月任陕甘支队第1纵队第2大队大队长。1935年10月21日在陕西保安县吴起镇切尾巴战斗中牺牲。